# Pengő
Der Pengő (übersetzt: „klingende Münze“) war vom 1. Januar 1927 bis zum 31. Juli 1946 die Währung Ungarns. Ein Pengő entsprach 100 Fillér (deutsch Heller).

## Die Einführung nach dem Ersten Weltkrieg
Nach dem Ersten Weltkrieg verlor die Krone (ungarisch Korona), die bis dahin gültige Währung Ungarns, die noch aus der Zeit der Österreichisch-Ungarischen Monarchie stammte, durch die drohende Inflation immer mehr an Wert. Um die wirtschaftliche Stabilität wiederherzustellen, wurde der Pengő als neue Währung eingeführt. An seinem Ausgabedatum entsprachen 3800 Pengő 1 kg Gold und 1 Pengő 12.500 Kronen. Im Gegensatz zur Krone wurden aber keine goldenen Pengő herausgegeben. Der im Rahmen des Goldstandards festgelegte Wechselkurs gegenüber der Reichsmark betrug 1932 0,73.

## Das Ende nach dem Zweiten Weltkrieg

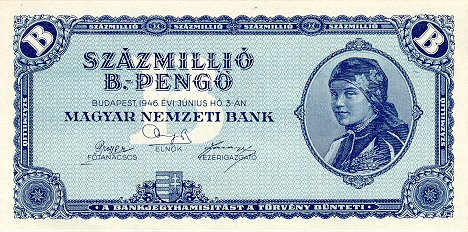
Der größte, am 11. Juli 1946 in den Umlauf gebrachte Nominalwert: „100 Millionen Billion-Pengő“, d. h. 100 Trillionen (10^{20})

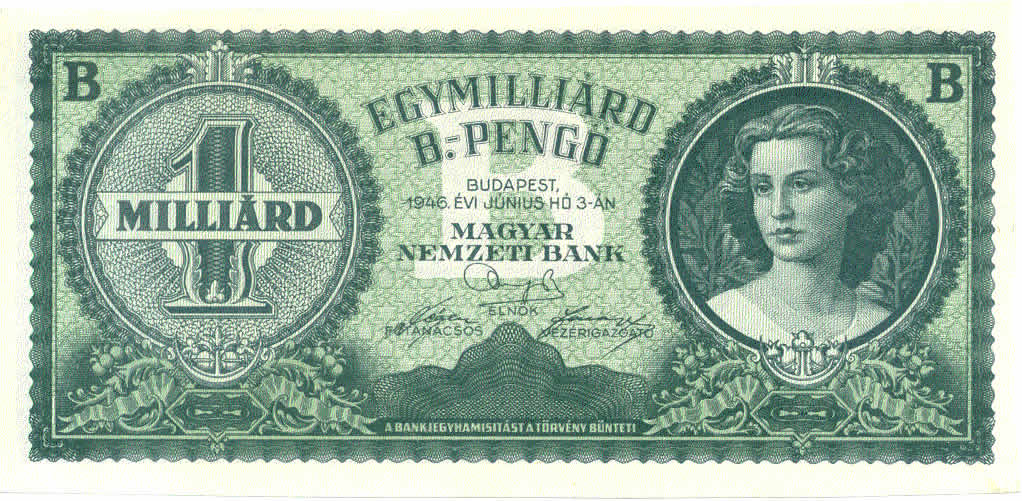
Nicht mehr in den Umlauf gebrachter Nominalwert „1 Milliarde Billion-Pengő“, d. h. 1 Trilliarde (10^{21})

Der Pengő verlor aufgrund des verlorenen Zweiten Weltkriegs und der daraus folgenden Zerstörungen und der beginnenden Hyperinflation fast seinen gesamten Wert. Um ein weiteres Ansteigen der Inflation zu verhindern, wurde zunächst der Steuerpengő (ungarisch adópengő) eingeführt, der allerdings das Ende des Pengős nicht mehr abwenden konnte. Der Kurs zwischen dem Pengő und dem Adópengő wurde täglich neu berechnet. Die Preise verdoppelten sich im Schnitt innerhalb von 15 Stunden. Zeitgenössische Medienberichte überliefern einen lebhaften Eindruck von den Schwierigkeiten des Wirtschaftslebens:

„Es ist wirklich schleierhaft, wie bei dieser unerhörten Wertlosigkeit des Geldes überhaupt noch ein Geschäftsleben durchführbar ist? Die Geschäftsleute laufen mit den Billionen und Billiarden in die Bank, um die Einnahme in Steuerpengö, dem imaginären Zahlungsmittel, anzulegen; der Beamte und Angestellte stürzt sich von der Kasse in das erstbeste Lebensmittelgeschäft und kauft wahllos alles zusammen, was er für sein Geld erhält, der Geschäftsmann rennt nun wiederum in die Bank oder zum Juwelier um Gold, der Schwarzhändler und die besser Situierten gehen so um die Mittagszeit zu ihrem Juwelier und lassen sich von der Goldkette ein bis zwei Gramm abzwicken und in knisternden Scheinen auszahlen, und das geht so weiter bis Samstag. Samstag mittag gehen die Preise sprunghaft in die Höhe, denn um 12 Uhr wird die Bank geschlossen und bis Montag ist es eine lange Zeit.“

Die Entwertung beschleunigte sich in den Wochen nach diesem Bericht noch deutlich. Infolgedessen wurden Alltagsgeschäfte am Höhepunkt der Krise meist in Naturalien (Eier, Zucker, Zigaretten, Zündhölzer) oder Dollar abgewickelt.
Als Mitte Juli 1946 die Inflation sogar die deutsche Hyperinflation des Jahres 1923 übertraf, erließ der Finanzminister eine Verordnung, durch die der Pengő aus dem Verkehr gezogen wurde. Bis zur bereits geplanten Währungsumstellung auf den Forint wurde der Index-Pengő (der oben erwähnte Steuerpengő) als Zahlungsmittel verwendet; dieser war im Januar eingeführt worden und diente seither hauptsächlich zur Zahlung von Steuern.
Die Stabilität der ungarischen Wirtschaft konnte erst die Einführung einer neuen Währung schaffen. So wurde am 1. August 1946 der Forint eingeführt, der bei Einführung zu 400 Quadrilliarden (eine 4 mit 29 Nullen; ausgeschrieben 400.000.000.000.000.000.000.000.000.000) Pengő oder 200 Millionen Steuerpengő gewechselt wurde.

## Im Umlauf befindliche Geldmenge
- 31. Dezember 1939: 975 Millionen Pengő
- 31. Dezember 1945: 765,446 Milliarden Pengő

## Pengő-Banknoten während der Hyperinflation nach dem Zweiten Weltkrieg
Es folgt eine Auflistung aller Pengő-Banknoten, die nach dem Zweiten Weltkrieg von der Ungarischen Nationalbank ausgegeben wurden. Dabei wurden ab dem 29. April 1946 Milpengő, also ein Kürzel für eine Million Pengő, ausgegeben, die das Drucken von 6 Nullen am Schein ersparten. Ab dem 3. Juni 1946 wurden sogar B.-Pengő, also ein Kürzel für eine Billion Pengő, ausgegeben, die das Drucken von 12 Nullen am Schein ersparten.
| Nennwert                                                               | Vorderseite | Rückseite | Maße        | Ausgabedatum      |
| ---------------------------------------------------------------------- | ----------- | --------- | ----------- | ----------------- |
| 500 Pengő                                                              |             |           | 180 × 90 mm | 15. Mai 1945      |
| 1.000 Pengő (ohne und mit Marke)                                       |             |           | 185 × 90 mm | 15. Juli 1945     |
| 10.000 Pengő (ohne und mit Marke)                                      |             |           | 170 × 83 mm | 15. Juli 1945     |
| 100.000 Pengő (blau) (ohne und mit Marke)                              |             |           | 182 × 82 mm | 23. Oktober 1945  |
| 100.000 Pengő (braun) (nur ohne Marke)                                 |             |           | 182 × 82 mm | 23. Oktober 1945  |
| 1.000.000 Pengő                                                        |             |           | 168 × 85 mm | 16. November 1945 |
| 10.000.000 Pengő                                                       |             |           | 185 × 87 mm | 16. November 1945 |
| 100.000.000 Pengő                                                      |             |           | 162 × 80 mm | 18. März 1946     |
| 1.000.000.000 Pengő                                                    |             |           | 175 × 85 mm | 18. März 1946     |
| 10.000 Milpengő (=10.000.000.000 Pengő)                                |             |           | 170 × 83 mm | 29. April 1946    |
| 100.000 Milpengő (=100.000.000.000 Pengő)                              |             |           | 182 × 82 mm | 29. April 1946    |
| 1.000.000 Milpengő (=1 Billion (1012) Pengő)                           |             |           | 168 × 85 mm | 24. Mai 1946      |
| 10.000.000 Milpengő (=10 Billionen Pengő)                              |             |           | 185 × 87 mm | 24. Mai 1946      |
| 100.000.000 Milpengő (=100 Billionen Pengő)                            |             |           | 162 × 80 mm | 3. Juni 1946      |
| 1.000.000.000 Milpengő (=1 Billiarde (1015) Pengő)                     |             |           | 175 × 85 mm | 3. Juni 1946      |
| 10.000 B.-Pengő (=10 Billiarden Pengő)                                 |             |           | 170 × 83 mm | 3. Juni 1946      |
| 100.000 B.-Pengő (=100 Billiarden Pengő)                               |             |           | 182 × 82 mm | 3. Juni 1946      |
| 1.000.000 B.-Pengő (=1 Trillion (1018) Pengő)                          |             |           | 168 × 85 mm | 3. Juni 1946      |
| 10.000.000 B.-Pengő (=10 Trillionen Pengő)                             |             |           | 185 × 87 mm | 3. Juni 1946      |
| 100.000.000 B.-Pengő (=100 Trillionen Pengő)                           |             |           | 162 × 80 mm | 3. Juni 1946      |
| 1.000.000.000 B.-Pengő (=1 Trilliarde (1021) Pengő) (nicht ausgegeben) |             |           | 175 × 85 mm | 3. Juni 1946      |